# Ernst Hug
Ernst A. „Balbo“ Hug (* 23. Oktober 1910 in Zürich; † April 1979 ebenda) war ein Schweizer Eishockeyspieler.

## Karriere
Auf Vereinsebene spielte Ernst Hug zwischen 1931 und 1938 für den Grasshopper Club Zürich und wurde mit diesem 1933 Internationaler Schweizer Meister. Zudem nahm er mit dem Club viermal am Spengler Cup teil.
1932 spielte er mit der Schweizer Eishockeynationalmannschaft an der Eishockey-Europameisterschaft 1932, wo er die Bronzemedaille gewann. Weitere internationale Einsätze hatte er bei den Weltmeisterschaften 1934 (Silbermedaille in der EM-Wertung) und 1935. 1935 gewann er dabei mit dem Schweizer Nationalteam die WM-Silbermedaille sowie die Goldmedaille in der EM-Wertung.
Der Höhepunkt seiner Karriere war die Teilnahme an den Olympischen Winterspielen 1936 in Garmisch-Partenkirchen. Nach seiner Spielerkarriere war er auch als Schiedsrichter tätig. Im Privatleben arbeitete er als Weinhändler.

## Erfolge und Auszeichnungen
- 1932 Bronzemedaille bei der Europameisterschaft
- 1933 Internationaler Schweizer Meister mit dem Grasshopper Club Zürich
- 1934 Silbermedaille bei der Europameisterschaft
- 1935 Silbermedaille bei der Weltmeisterschaft
  - Goldmedaille bei der Europameisterschaft

## Statistik
(Legende zur Spielerstatistik: Sp oder GP = absolvierte Spiele; T oder G = erzielte Tore; V oder A = erzielte Assists; Pkt oder Pts = erzielte Scorerpunkte; SM oder PIM = erhaltene Strafminuten; +/− = Plus/Minus-Bilanz; PP = erzielte Überzahltore; SH = erzielte Unterzahltore; GW = erzielte Siegtore; 1 Play-downs/Relegation; Kursiv: Statistik nicht vollständig)